# Монте-Санта-Марія-Тіберина
Монте-Санта-Марія-Тіберина (італ. Monte Santa Maria Tiberina) — муніципалітет в Італії, у регіоні Умбрія,  провінція Перуджа.
Монте-Санта-Марія-Тіберина розташоване на відстані близько 175 км на північ від Рима, 40 км на північний захід від Перуджі.
Населення — 1193 особи (2014).

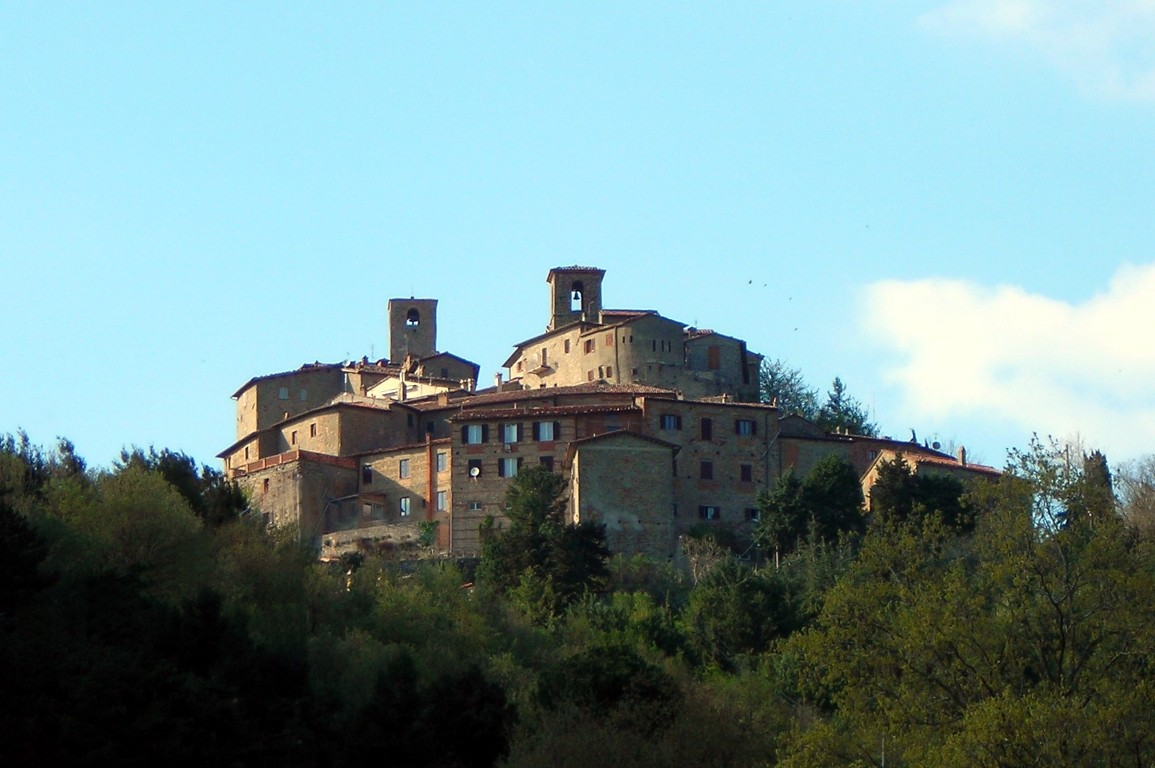

Щорічний фестиваль відбувається 15 серпня. Покровителька — Богородиця Небовзята.

## Демографія
Населення за роками:

Станом на 1 січня 2023 року в муніципалітеті офіційно проживало 78 іноземців з 20 країн, серед них 29 громадян країн Євросоюзу та 3 громадяни України.

## Сусідні муніципалітети
- Ареццо
- Читта-ді-Кастелло
- Монтеркі

## Галерея зображень

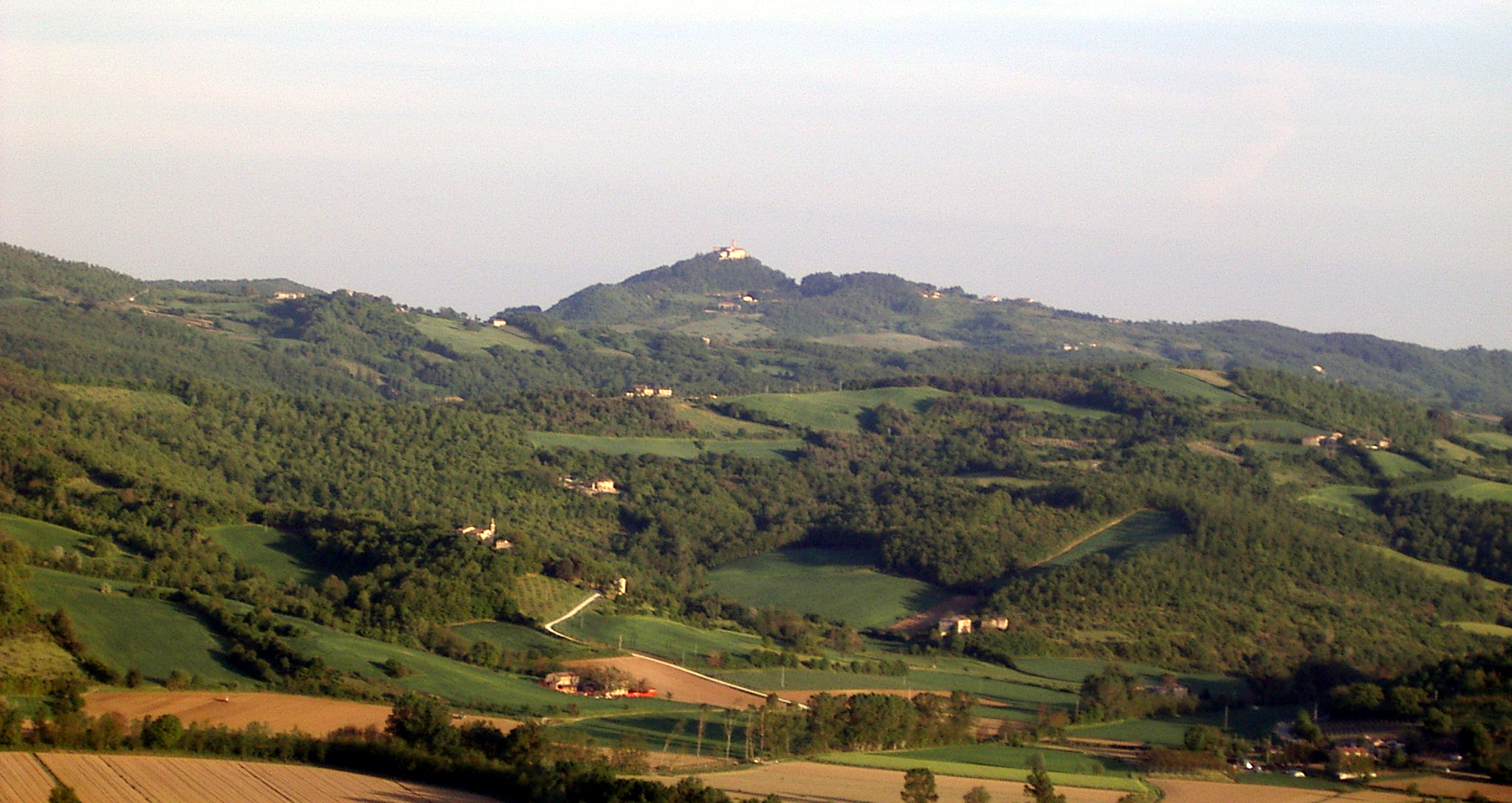
Vista da Monterchi
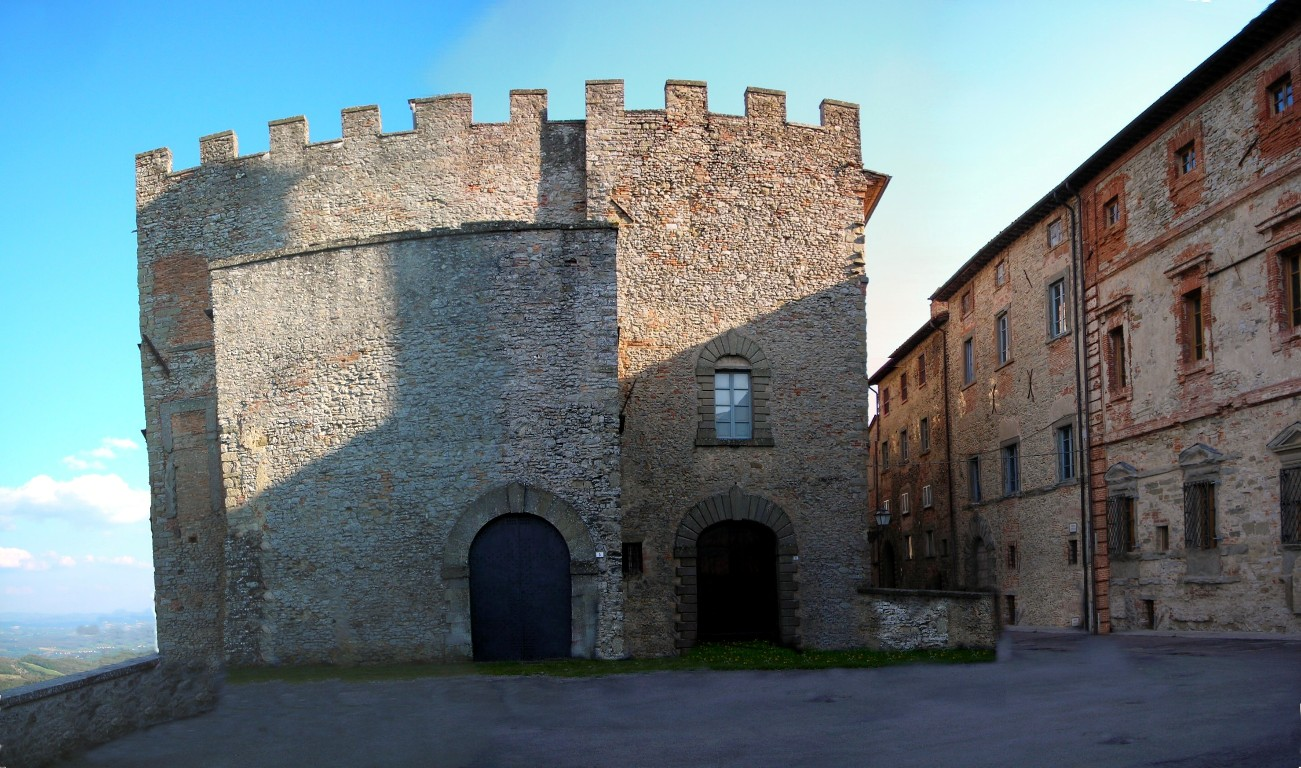
La rocca.